# Плешкуца (Алба)
Плешкуца (рум. Pleșcuța) насеље је у Румунији у округу Алба у општини Видра. Oпштина се налази на надморској висини од 800 m.

## Становништво
Према подацима из 2002. године у насељу је живело 102 становника, од којих су сви румунске националности.